# Констанция (королева Сицилии)
Констанция (2 ноября 1154 года — 27 ноября 1198 года) — дочь Рожера II, короля Сицилии, из династии Отвилей, жена императора Генриха VI Гогенштауфена, принёсшая ему в приданое права на Сицилийское королевство, мать императора Фридриха II. В качестве жены Генриха VI королева Италии с 1186 года, королева Германии с 1190 года, императрица Священной Римской империи с 1191 года. Королева Сицилийского королевства с 1194 года.

## Династические и брачные перспективы
Констанция была самой младшей, посмертной дочерью Рожера II, короля Сицилии, и его третьей жены Беатрисы Ретельской. Её старшие братья Рожер Апулийский, Танкред, князь Бари, и Альфонсо, князь Капуи и герцог Неаполя, умерли до её рождения. Ещё один её брат Вильгельм I Злой и его сын Вильгельм II Добрый последовательно сменяли друг друга на троне Сицилии (1154—1166 и 1166—1189 годы соответственно). Неожиданная смерть Генриха Капуанского (1159—1171), младшего брата Вильгельма II Доброго и, соответственно, племянника Констанции, сделала Констанцию потенциальной наследницей Сицилийского королевства в случае, если её единственный оставшийся в живых племянник Вильгельм II не оставит детей. Перспектива престолонаследия для Констанции оставалась туманной, так как Вильгельм II был молод (на год старше своей тётки) и с 1177 года женат.
Обстоятельства жизни Констанции с момента рождения и вплоть до 1183 года остаются неизвестными. Широко распространена легенда о том, что Констанция оставалась незамужней столь долгое время, потому что приняла монашеский обет. Достоверных данных, подтверждающих эту версию, не обнаружено.
Зимой 1183—1184 годов послы императора Фридриха I Барбароссы прибыли в Палермо просить руки Констанции для Генриха Гогенштауфена, старшего сына Барбароссы. Император желал этого брака для упрочения своих позиций в Италии, а Вильгельм II Добрый нуждался в союзе с Западной империей, так как готовился к вторжению в Византию. Летом 1184 года Вильгельм II Добрый дал согласие на брак Констанции и Генриха Гогенштауфена. В августе 1185 года Констанция отбыла из Палермо в Салерно, а 28 августа 1185 года была встречена в Риети послами императора Фридриха Барбароссы. Перед отъездом Констанции из королевства Вильгельм II Добрый созвал в Трое своих крупнейших вассалов и заставил их присягнуть Констанции как возможной наследнице престола.
На момент отъезда Констанции к жениху, у Вильгельма II не было детей, и его тётка теоретически была его ближайшей наследницей. В связи с этим, перспектива германского брака Констанции была враждебно встречена советниками Вильгельма II, в том числе вице-канцлером Маттео д'Аджелло. Вильгельм II Добрый, тем не менее, настоял на германском браке. Впрочем, у короля ещё могли родиться дети, к тому же Констанция была почти ровесницей племяннику и могла умереть бездетной раньше его, так что перспектива перехода сицилийской короны к Гогенштауфенам казалась в 1185 году неопределённой.

## Императорская коронация
27 января 1186 года Генрих Гогенштауфен и Констанция были обвенчаны в Милане, в базилике Святого Амвросия, а затем коронованы патриархом Аквилеи в качестве короля и королевы Италии. Коронация сына при жизни Фридриха I Барбароссы, совершённая без согласия папы патриархом Аквилеи вне своего диоцеза, вызвала протест папы Урбана III. Борьба между гвельфами и гибеллинами вновь обострилась, в октябре 1187 года папа был готов отлучить Генриха от Церкви. Но известие о взятии Саладином Иерусалима временно примирило противников, и по призыву папы Фридрих Барбаросса отправился в Третий крестовый поход, где и погиб 10 июня 1190 года.
Генрих VI, ставший после смерти отца королём Германии, перешёл Альпы в январе 1190 года и, получив поддержку ломбардских городов и пизанского флота, прибыл в Рим на коронацию. 15 апреля 1191 года Генрих VI и Констанция были коронованы папой Целестином III.

## Борьба за сицилийское наследство
18 ноября 1189 года король Сицилии Вильгельм II Добрый умер, не оставив детей и не указав на возможного преемника. Ближайшей наследницей короля была его тётка Констанция. Но её кандидатуру поддержал только архиепископ Палермо Уолтер Милль, большинство же сицилийских баронов и сановников отвергли Констанцию и её германского мужа. В январе 1190 года в Палермо был коронован Танкред ди Лечче, незаконнорождённый племянник Констанции.
Генрих VI не признал Танкреда королём и 29 апреля 1191 года вторгся на территорию Сицилийского королевства. Бароны Южной Италии, годом ранее восставшие против Танкреда и с трудом усмирённые, тотчас же перешли на сторону императора. Жители континентальной столицы королевства Салерно, не дожидаясь прихода германской армии, письменно заверили императора в своей лояльности и пригласили Констанцию провести лето у них в городе. Между тем триумфальное наступление Генриха остановилось из-за долгой неудачной осады стен Неаполя. Армия Генриха была поражена эпидемиями, и 24 августа 1191 года Генрих VI снял осаду с Неаполя и отступил на север. При отступлении император оставил гарнизоны в важнейших городах Кампании, в том числе в Салерно, где пребывала Констанция. При известии об отступлении Генриха жители Салерно тотчас же приняли сторону Танкреда, захватили Констанцию в плен и отправили её на Сицилию к Танкреду.
Пленение Констанции дало возможность Танкреду вступить в переговоры с папой Целестином III, всё это время тайно поддерживавшего противников императора в Германии. Весной 1192 года в Гравине между Танкредом и папой был подписан договор, по которому папа, номинальный сюзерен Сицилийского королевства, признал Танкреда законным королём. В соответствии с соглашением, Танкред передавал Констанцию папе, желавшему вести свою дипломатическую игру с Генрихом VI, и императрица в сопровождении двух кардиналов была отправлена в Рим. Но во время путешествия по Кампании Констанция была освобождена немецкими рыцарями и отправилась в Германию.
В течение 1192—1193 годах Генрих VI был занят борьбой с Вельфами в Германии. В августе 1194 года Генрих VI во главе сухопутной армии и Марквард Анвайлерский (стольник императора Генриха VI в 1190—1197 гг.) во главе объединённого пизанско-генуэзского флота вторглись в пределы Сицилийского королевства. К этому времени король Танкред умер, а его вдова Сибилла, правившая от имени малолетнего Вильгельма III, не смогла организовать сопротивления императорской армии. К концу октября 1194 года континентальная часть королевства склонилась перед Генрихом VI, германская армия пересекла Мессинский пролив. 20 ноября 1194 года Палермо капитулировал перед Генрихом VI, затем Сибилла от имени сына отказалась от сицилийской короны, и 25 декабря 1194 года Генрих был коронован в соборе Палермо как король Сицилии. Борьба за наследство Отвилей завершилась победой Генриха VI. Констанция, принёсшая мужу права на Сицилийское королевство, не участвовала в кампании 1194 года и даже не присутствовала на коронации. Всё это время она во избежание всяких трудностей медленно двигалась на юг Италии, так как была беременна первенцем.

## Рождение Фридриха II
Генрих VI был моложе жены на одиннадцать лет, а самой Констанции на момент свадьбы было больше 30 лет, что в XII веке было серьёзным возрастом для невесты. В течение восьми лет брак был бездетным. Единственный ребёнок, будущий Фридрих II, родился 26 декабря 1194 года в Йези, близ Анконы. Генрих VI в это время находился в Палермо, а Констанция направлялась к нему. Слишком долгая бездетность пары и 40-летний возраст матери давал повод усомниться в действительности рождения ребёнка. В связи с этим, Констанция приказала поставить свой шатёр посреди рыночной площади Йези и позволила всем замужним женщинам города присутствовать при родах. 28 декабря 1194 года на той же площади Констанция публично кормила грудью своего сына.

## Правление Сицилийским королевством
Строго говоря, наследницей Сицилийского королевства была именно Констанция, а Генрих VI был только её супругом. Но будучи послушной женой, Констанция не вмешивалась в управление своим королевством и даже не была коронована. Между тем, Генрих VI казнил, бросил в темницы или выслал в Германию большинство приверженцев Танкреда и заменил их немецкими баронами.
Правление Констанции началось только после внезапной кончины её мужа Генриха VI 28 сентября 1197 года. Она окружила себя сицилийскими советниками, прогнав от двора германских сподвижников своего супруга. Самый видный из военачальников императора — Марквард Анвейлерский был сослан в пожалованное ему графство Молизе с запрещением покидать его без письменного разрешения Констанции. Констанция ответила отказом на предложение гибеллинов отправить в Германию её сына Фридриха для борьбы за императорский трон. В мае 1198 года Констанция короновала своего трёхлетнего сына в Палермо как короля Сицилии, продемонстрировав своё нежелание вмешиваться в борьбу Гогенштауфенов и Вельфов за власть в империи. В преддверии своей смерти Констанция письменно доверила опекунство над своим сыном и правление королевством во время малолетства сына папе Иннокентию III.
Констанция умерла 27 ноября 1198 года и похоронена в порфировом саркофаге в соборе Палермо рядом с отцом (Рожером II) и мужем (Генрихом VI), а с 1250 года — с сыном (Фридрихом II). Следует отметить, что тело Констанции после 1215 года покоится в саркофаге, где до того был похоронен её супруг Генрих VI, а для последнего их сын Фридрих II специально перевёз из Чефалу другой саркофаг, первоначально предназначавшийся по воле Рожера II самому Рожеру.

## Личность и легенда
Многие обстоятельства жизни Констанции остались неизвестными. До сих пор неизвестно, где и как прошли первые 30 лет её жизни до её помолвки с Генрихом Гогенштауфеном. Нет достоверного объяснения, почему её выдали замуж так поздно по меркам XII века. Широко распространена, но так и не обоснована легенда о том, что Констанция приняла монашеский обет и была насильственно вырвана из монастыря ради брака по государственным соображениям. Существуют противоположные мнения и о её внешности.
Будучи убеждённым гвельфом, Данте поместил Констанцию в Рай. Пиккарда Донати, которая рассказывает поэту о судьбах душ, пребывающих в лунной сфере, сообщает автору:

А этот блеск, как бы превыше меры,

Что вправо от меня тебе предстал,

Пылая всем сияньем нашей сферы,

Внимая мне, и о себе внимал:

С её чела, как и со мной то было,

Сорвали тень священных покрывал.

Когда её вернула миру сила,

В обиду ей и оскорбив алтарь, —

Она покровов сердца не сложила.

То свет Констанцы, столь великий встарь,

Кем от второго вихря, к свевской славе,

Рождён был третий вихрь, последний царь

Таким образом, Данте поддерживает версию о прежнем монашестве Констанции.